# Analyse causale multiniveau
 (novembre 2022).
L'analyse causale multiniveau (ACM) est une technique utilisée en planification stratégique, en prospective et en futurologie,. La technique a été mise au point par Sohail Inayatullah, un chercheur pakistano-australien en études prospectives.